# Kombinationssatz von Maskit
Der Kombinationssatz von Maskit ist ein Lehrsatz aus dem mathematischen Gebiet der Kleinschen Gruppen. 
Er gibt Bedingungen für die Konstruierbarkeit diskreter Gruppen hyperbolischer Isometrien als amalgamierte Produkte oder HNN-Erweiterungen.  
Er verallgemeinert den Kombinationssatz von Klein und wird deshalb gelegentlich auch als Kombinationssatz von Klein-Maskit bezeichnet.

## Erster Kombinationssatz
Seien {\displaystyle G_{1},G_{2}} Kleinsche Gruppen, so dass {\displaystyle H:=G_{1}\cap G_{2}} eine quasifuchssche Gruppe ist. Seien {\displaystyle \Omega _{1},\Omega _{2}} die beiden Zusammenhangskomponenten des Komplements der Limesmenge
{\displaystyle \Lambda (H):=S_{\infty }^{2}\setminus \Lambda (H)=\Omega _{1}\cup \Omega _{2}}
und sei 
{\displaystyle H(\Omega _{i})\subset \Omega _{i},i=1,2} ,
aber 
{\displaystyle g(\Omega _{i})\cap \Omega _{i}=\emptyset \ \forall g\in G_{i}\setminus H.}
Dann ist die von {\displaystyle G_{1}} und {\displaystyle G_{2}} erzeugte Untergruppe eine diskrete Gruppe und sie ist isomorph zum amalgamierten Produkt
{\displaystyle G=G_{1}*_{H}G_{2}}.

## Zweiter Kombinationssatz
Sei {\displaystyle G_{0}} eine Kleinsche Gruppe und seien {\displaystyle H_{1},H_{2}\subset G} quasifuchssche Gruppen, die zwei verschiedene Zusammenhangskomponenten {\displaystyle \Omega _{1},\Omega _{2}} des Diskontinuitätsbereiches {\displaystyle \Omega (G_{0})\subset S_{\infty }^{2}} stabilisieren. Sei {\displaystyle A\in Isom(H^{3})} so dass 
{\displaystyle AH_{1}A^{-1}=H_{2}}
einen Isomorphismus von {\displaystyle H_{1}} 
nach {\displaystyle H_{2}} induziert und 
{\displaystyle A(\Omega _{1})=S_{\infty }^{2}\setminus cl(\Omega _{2}).}
Dann ist die von {\displaystyle G_{0}} und {\displaystyle A} erzeugte Untergruppe eine diskrete Gruppe und sie ist isomorph zur HNN-Erweiterung
{\displaystyle G=G_{0}*_{A}}.